# 望氣
望氣一種古代的占候方法。由觀望雲氣（雲彩、光暈、光環、華、虹霓等光學現象）而知道人事吉凶的徵兆。《史記．卷一○．孝文本紀》：「趙人新垣平以望氣見，因說上設立渭陽五廟。」也作「候氣」。周禮記載有「視祲」之官，掌十輝之法，觀妖祥辨吉凶，即是指望氣。